# Babette va alla guerra
Babette va alla guerra (Babette s'en va-t-en guerre) è un film del 1959 diretto da Christian-Jaque e interpretato da Brigitte Bardot.
Il primo film francese a trattare la seconda guerra mondiale con i toni della commedia. Gli esterni sono stati girati in parte a Sète.

## Trama
Babette, giovane cameriera francese, è costretta a fuggire da Parigi in seguito alla rapida invasione delle truppe tedesche. Dopo una serie di incontri e di avventure, arriva a Londra e si reca al comando francese per cercare il tenente Gérard de Crécy, che l'aveva aiutata durante la fuga. Gérard la fa assumere come donna delle pulizie al Quartier Generale della Francia Libera. Il maggiore Fitzpatrick, ufficiale britannico, nota la sua somiglianza con Hilda, l'ex amante del generale tedesco von Arenberg, così decide di servirsi di Babette e di Gérard per catturare il generale e ritardare i piani dei nemici. Dopo un corso intensivo, la ragazza viene paracadutata in Francia insieme a Gérard e riesce a tendere un tranello a von Arenberg, permettendone la cattura. 
Di ritorno a Londra, i due giovani partecipano a una festa in onore degli autori dell'impresa, ma gli onori vanno a chi ha ideato il piano, mentre la coppia che ha rischiato la vita viene ignorata. Babette e Gérard tuttavia non vi fanno tanto caso: ormai innamorati, approfittano di un momento di libertà e fuggono insieme.